# Gestão de recursos humanos
Gestão de recursos humanos, gestão de pessoas, administração de recursos humanos ou administração de pessoas é a aplicação de um conjunto de conhecimentos e técnicas administrativas especializadas no gerenciamento das relações das pessoas com as organizações, com o objetivo de atingir os objetivos organizacionais, bem como proporcionar a satisfação e a realização das pessoas envolvidas.
A gestão de recursos humanos é uma área estratégica em empresas. Sua missão é fazer com que a organização e o colaborador alcancem os seus objetivos e mantenham uma relação trabalhista vantajosa em prol da organização e do melhor desempenho para a instituição.
Os temas mais diretamente derivados da psicologia e sociologia dizem respeito a expectativas e atitudes em relação ao trabalho, motivação, participação, liderança, comunicação, conflito, poder, influência, qualificação, produtividade. Temas mais atuais consideram o estudo do poder e cultura organizacional, novas formas de organização do trabalho, qualidade de vida no trabalho, práticas de envolvimento dos trabalhadores, comprometimento dos níveis gerenciais, ligação entre a estratégia empresarial e de recursos humanos.
Considera-se que até então o modelo de gestão de recursos humanos mais praticado é aquele que tem ampla influência da Administração Científica de Taylor e da Escola das Relações Humanas, que buscou basicamente adaptar as pessoas ao sistema de trabalho taylorista. É mais caracterizado por um modelo de "Controle", baseado numa relação de trabalho de baixa confiança. Este tem sido o modelo dominante, a despeito dos desenvolvimentos teóricos da escola humanista, sociotécnica, e de desenvolvimento organizacional que enfatizam o enriquecimento de cargos e o desenvolvimento do potencial humano.
É chamado recursos humanos (RH) o conjunto dos empregados ou dos colaboradores de uma organização. Mas o mais frequente deve chamar-se assim à função que ocupa para adquirir, desenvolver, usar e reter os colaboradores da organização. O objetivo básico que persegue a função é alinhar as políticas de RH com a estratégia da organização. A gestão de recursos humanos estrutura a sequência que envolve a dinâmica trabalhista.
No Brasil, o profissional responsável pela área de Recursos Humanos na empresa usa o código CBO 142205 Gerente de Recursos Humanos (e sinônimos).

## Formação
No Brasil, quem deseja ingressar na área de recursos humanos, vai encarar disciplinas voltadas para as questões trabalhistas e vai aprender assuntos como: liderança, negociação, contabilidade, ética, legislação e informática, por exemplo. Existem o curso técnico de recursos humanos e o curso superior de tecnologia em gestão de recursos humanos, além de especializações na área para outros profissionais, que tem a grade curricular basicamente preenchida por matérias ligadas à gestão com uma pequena presença de matemática financeira. Entretanto, as disciplinas podem variar de acordo com as instituições que oferecem o curso. O formado também oferece ao gestor de recursos humanos a possibilidade de gerenciar as rotinas relacionadas à função.

## Sistema de gestão de pessoas
A gestão de pessoas se divide em:
- provisão de recursos humanos;
- aplicação de recursos humanos;
- recompensar pessoas;
- manutenção de recursos humanos;[3]
- desenvolvimento de recursos humanos;
- monitorização de recursos humanos.

Processo de provisão consiste em abastecer a empresa com mão de obra qualificada. Refere-se ao recrutamento e selecção de pessoal.
Planejamento de recursos humanos é o processo de decisão a respeito dos recursos humanos necessários para atingir os objetivos organizacionais, dentro de determinado período de tempo. Trata-se de antecipar qual a força de trabalho e talentos humanos necessários para a realização a ação organizacional futura. O planejamento estratégico de RH deve ser parte integrante do planejamento estratégico da organização e deve contribuir para o alcance dos objetivos da organização, incentivando o alcance dos objetivos individuais de cada pessoa.

## Gestão de pessoas
Apesar da disseminação em tempos recentes dos cursos de gestão de pessoas, tal prática ainda é confundida com uma atividade restrita ao setor de recursos humanos. Neste âmbito, as habilidades humanas assumem importância capital para qualquer gestor. O principal modelo de gestão de pessoas atualmente é a gestão por competências.
A gestão de pessoas ou recursos humanos de uma organização ou qualquer natureza é assunto estratégico e desafiador, visto que muitos são os preceitos, ambientes e teorias para seu melhor desempenho.
Gestão de pessoas é a arte de conseguir utilizar as pessoas para atingir os objectivos colectivos.
Segundo Idalberto Chiavenato (1999) gestão de pessoas é uma área muito sensível e importante nas organizações. Ela é contingencial e situacional, pois depende dos aspectos como estrutura, cultura, tecnologia, processos internos adotados por cada organização entre outras infinidades de variáveis importantes.
Idalberto Chiavenato (2004) afirma que “cada uma das partes depende da outra. Uma relação de mútua dependência na qual há benefícios recíprocos [...] Sem organizações e sem pessoas não haveria a Gestão de Pessoas”. E ressalta que “o ideal é o planejamento estratégico de RH integrado ao planejamento estratégico da organização”.
São as pessoas quem gerenciam, controlam, executam tarefas e processos. Portanto, nota-se que, independentemente de qual seja o tipo da organização e os seus objetivos, o sucesso das mesmas depende muito do investimento nas pessoas que ali trabalham, com a identificação, treinamento e desenvolvimento.
A Gestão de Pessoas enfrenta ainda alguns desafios como alinhar as pessoas às estratégias da organização; reter talentos (desenvolver as potencialidades das pessoas); e principalmente, buscar o comprometimento do líder (gestor) com a gestão de pessoas, entre outros. Desse modo, as tendências de gestão de pessoas para os próximos anos, estão relacionadas às preocupações dos gestores com a área de RH.

### Comunicação como benefício da gestão de pessoas
A comunicação é primordial no processo de gestão de pessoas. O uso da comunicação correta pode garantir uma melhor adesão dos recursos humanos nas ações da organização, evitando erros de interpretação e de avaliação. Com o grande acesso a tecnologia e com a rapidez com que a mesma é propagada, a comunicação por esse meio em prol da gestão de pessoas é muito utilizada e solicitada para a melhoria, manutenção e solução às diversas situações. “A comunicação é o processo de transmissão de informações e o respectivo entendimento do significado pelos envolvidos.” (SILVA, 2004, p. 3).
De acordo com Vieira, Ikissima, Gomes e Assis Júnior (2004), a comunicação nas organizações é importante para auxiliar que seus membros construam boas relações interpessoais, as quais possibilitem melhor convivência e compreensão acerca de seus companheiros. O ambiente deve ser, portanto, harmonioso e cooperativo, ou seja, é importante existir sintonia entre os membros da organização. De acordo com relatório do CTCP (2016), a comunicação interna tem papel fundamental no desenvolvimento de uma identidade e cultura organizacionais, criando referências aos comportamentos dos membros da organização.
Segundo Silveira (2006), o primeiro ponto importante na comunicação em empresas, é sua consonância com o planejamento estratégico que será adotado, é importante conhecer a visão e a estrutura da empresa, para transmitir aos colaboradores – funcionários, clientes, parceiros, entre outros – as ideias da organização. Já o segundo passo é estudar a cultura da organização, fatores como hábitos, rotinas, ideologia presentes na organização.
Pois, a maneira como é feita a comunicação com os colaboradores, influencia na forma em que reagirão a alguma mudança ou objetivo da empresa, o envolvimento e a indiferença são dois opostos que têm suas motivações nos mesmos fatores, dependendo de suas exposições, o indivíduo pode pender para determinado lado (CTCP, 2016).
“ [...] torna-se fundamental envolver todos os stakeholders, isto é, todos aqueles que, de alguma forma, desempenham cargos de liderança e/ou influência. São eles quem melhor sabem comunicar e influenciar os restantes colegas, informando-os, criando aceitação e alinhando-os com a mudança e os interesses da empresa.” (CTCP, 2016, p. 10)
Segundo Vieira, Ikissima, Gomes e Assis Júnior (2004), esta boa relação que um bom sistema de comunicação cria, permite que os funcionários deixem de se destacar – apenas – pelo profissionalismo, mas também se destacam pelo trabalho em conjunto e pelo auxílio aos companheiros, o sentido de equipe ganha força.
A comunicação correta entre os colaboradores, também traz o sentido de igualdade quando transmitida além de uma só camada hierárquica, sem distinções por cargo ou setor de atuação, pois mantém que todos compartilhem suas ideias. Além disso, os meios eletrônicos para comunicação devem ser utilizados como ferramentas, mas não podem sobrepor o contato pessoal (SILVEIRA, 2006).
Além da comunicação básica, troca de informações, uma forma de comunicação que deve ser valorizada nas organizações é o feedback, que é um processo de retro informação, ou seja, envolve as ações e respostas sobre elas, em relação à ações que foram negativas para a organização e/ou individualmente, serve como um meio de orientar uma melhoria e ajudar na tomada de decisões melhores, no futuro (Mônica Galdino, 2010).
Se a boa comunicação é importante e facilita o desenvolvimento das atividades, falhas na comunicação podem atrapalhar no desenvolvimento de todos, a falta de informações ou as informações transmitidas de maneiras erradas podem causar transtornos e levar a organização ao descrédito, tanto em âmbito interno quanto externo (Luciana Jacomini, 2011).
Ainda segundo Luciana Jacomini (2011) grande parte das falhas de comunicação estão relacionadas aos meios de comunicação desapropriados, portanto é importante que a organização invista em meios de comunicação adequados e em treinamentos para seus funcionários se adaptarem aos mesmos. Esta comunicação com qualidade só tem a trazer bons frutos à equipe, pois reduz conflitos, evita perda de tempo e aumenta a produtividade.

### Gestão de pessoas: serviço privado x público
Uma organização do setor público difere em muito de uma organização do setor privado.
Cohen, R. Allan (2003) afirma que, dependendo do tipo de trabalho que os colaboradores da organização realizem, com ou sem interação social direta, os resultados vão depender necessariamente da representação social resultante.

### Desafio no funcionalismo público
Uma definição possível para Gestão de Pessoas no setor público é: esforço orientado para o suprimento, a manutenção, e o desenvolvimento de pessoas nas organizações públicas, em conformidade com os ditames constitucionais e legais, observadas as necessidades e condições do ambiente em que se inserem (Sandro Trescastro Bergue, 2007, p. 18).
O servidor submetido às normas e regras que regem o serviço público incorpora a lógica governamental e age como instrumento regulador, com o objetivo de reduzir os gastos públicos, centrando-se nos resultados que devem ser obtidos e nas metas produtivas a ele impostas (Pestana, Sauerbronn, & Morais, 2011). Esta condição coloca o servidor em uma situação vulnerável diante do cliente-cidadão, pois, sendo ele representante do Estado, simbolicamente emissário dos limites e deficiências governamentais, facilmente lhe é conferida toda a sorte de maldizeres e depreciações. Ele recebe os impactos dos problemas sociais do Estado brasileiro, que não tem uma política pública de proteção social diante das mazelas da vida no trabalho.
Uma característica da gestão de pessoas no âmbito público e, ainda, um dificultador nos seus processos pode ser observada na presença de paternalismo no seu funcionalismo, permanecendo constante mesmo com mudança de gestões.
Trata-se de uma cultura forte e concreta, diante de sua normatização/legislação, mas que permite a vulnerabilidade da gestão de pessoas, muitas vezes quase imperceptível, diante da estabilidade fornecida juntamente com a ausência de rigidez nos padrões e rotina, proporcionado uma certa desmotivação por parte dos servidores, diretamente influenciada na produtividade dos mesmos.
A imagem da administração pública tem, ao longo dos anos, sido prejudicada pela perda de credibilidade e eficiência. A crítica ao setor é em muito direcionada ao servidor público, a quem se atribuem problemas de mau atendimento, falta de conhecimento e profissionalismo. Por outro lado, o servidor se depara, muitas vezes, com um sistema que tem apresentado poucas alternativas para mudança desse cenário.
É preciso evidenciar a integração das estratégias de recursos humanos às competências, isto é, aos conhecimentos, habilidades e atitudes, requerida pela organização, com vistas a alcançar resultados eficazes, ou seja, é necessária uma gestão estratégica de pessoas. É importante, principalmente no setor público, ter uma Gestão Estratégica de Pessoas (GEP), pois este setor tem como objetivo o bem comum, a satisfação dos cidadãos frente aos serviços prestados, sendo necessários servidores públicos capacitados, motivados e integrados com as estratégias da organização. Desta forma, a Gestão de Pessoas deve estimular a formação do servidor público, tendo como consequência o oferecimento de melhores serviços, usuários satisfeitos, e servidores qualificados.

### Motivadores
Um dos fatores motivacionais é o reconhecimento do bom desempenho que ocorre por meio de devolutiva. O funcionário quer ser reconhecido pelo trabalho que realiza, quer se sentir valorizado pelo seu bom desempenho. Proporcionar crescimento, desenvolvimento e perspectiva de progressão no futuro, também é um fator motivacional importante, pois o funcionário se sente mais entusiasmado a trabalhar quando a organização oferece oportunidades de capacitação.
Além disso, a realização pessoal é outro fator determinante, onde para Silva e Rodrigues (2007, p. 51), “(...) a pessoa evidencia um alto nível de motivação para auto realização e busca sua autonomia, assumindo desafios reais no seu trabalho e lutando continuamente pelo seu sucesso pessoal”.
Para Stephen Robins (2002, p. 342): “Motivação, é a disposição de exercer um nível elevado e permanente de esforço em favor das metas da organização, sob a condição de que o esforço seja capaz de satisfazer alguma necessidade individual”.
Em Idalberto Chiavenato (2000, p. 164): “Motivação, refere-se às forças dentro de cada pessoa que a conduzem a um determinado comportamento."
Em qualquer segmento, a motivação move o ser humano para uma ação positiva a seu benefício, ao de seu próximo e de sua organização. E, existem inúmeros meios de gestão, bastando a análise concreta de estudos de casos para a ação efetiva em cada ambiente organizacional.
Atualmente o termo tem sido muito utilizado para mascarar cursos de coaching, o que vem desqualificando profissionais da área para com a mídia e estigmatizando-os de incompetentes, afinal o coach é conhecido como a praga do fim da década de 2010's.

## Gestão por competências
A gestão por competências tem o objetivo de fornecer à área de recursos humanos e gestores das empresas ferramentas para realizar gestão e desenvolvimento de pessoas, com clareza, foco e critério. Essas ferramentas são alinhadas às atribuições dos cargos e funções de cada organização.

### Subsistemas da gestão por competências
Mapeamento e mensuração por competências
Através do mapeamento e mensuração por competências são identificados os conhecimentos, habilidades e atitudes necessários para a execução das atividades de um cargo ou função e mensurados os graus ideais para cada grupo de competências que uma pessoa que assuma o cargo ou função deve ter para atingir os objetivos da empresa.
Seleção por competências
Por meio da seleção por competências, são realizadas entrevistas comportamentais, visando identificar se o candidato possui o perfil ideal para a vaga de emprego.
Antes devem ser identificadas as competências necessárias para determinada atividade.
Avaliação por competências
Através da avaliação por competências, é verificado se o perfil comportamental e técnico dos colaboradores de uma corporação estão alinhados ao perfil ideal exigido pelos cargos e funções.
Plano de desenvolvimento por competências
Por meio do plano de desenvolvimento por competências, procura-se aperfeiçoar e potencializar o perfil individual de cada empregado através de ações de desenvolvimento.

## Serviços mais usuais em recursos humanos

### Assessment
É um método de avaliação que consiste na análise de comportamentos baseada em múltiplos inputs, utilizando múltiplas técnicas, métodos e instrumentos de avaliação, baseados nas competências a avaliar. Tem a participação de vários observadores.

### Headhunting
Abordagem confidencial e direta de quadros superiores, com o objetivo de selecionar os profissionais que se destacam no seu setor de atividade, quer pelos seus conhecimentos técnicos quer pela sua experiência.

### Management
É um serviço de Recursos Humanos em que se pode ter pessoas disponíveis em poucos dias, em oposição aos processos de recrutamento para posições permanentes, sempre mais demorados até concluir uma admissão. A temporalidade destes projetos permite que especialistas muito experientes estejam disponíveis para projetos exigindo menores competências. O foco está totalmente na missão a desempenhar.
A grelha de competências técnico-profissionais é uma ferramenta que, acoplada a uma base de dados, permite ter todos os principais indicadores relativos a colaboradores ou potências colaboradores.

### Outplacement
Outplacement é uma solução profissional, elaborada com o objetivo de conduzir com dignidade e respeito os processos de demissão nas companhias. É um sistema de ganha-ganha, que busca o benefício de todos os envolvidos.
Os serviços de outplacement, no início de seu desenvolvimento, eram somente oferecidos em países mais desenvolvidos. Com o advento da globalização, a solução se tornou um produto altamente procurado, e a prática de outplacement passou a ser mais procurada e oferecida em outros mercados. Os países que, anteriormente, eram imunes a mudanças na estrutura organizacional, passaram a estar expostos as mesma práticas comuns no primeiro mundo. Começaram a ocorrer fusões e aquisições, reengenharias e reestruturações, reorganizações e reduções de efetivo em busca de mais lucratividade em uma economia aberta e competitiva. Esta mudança na ordem mundial não trouxe apenas novas oportunidades ao mercado mas também novos desafios, empresariais e profissionais, característicos deste novo mundo que se formava.
No Brasil, em meados da década de 80, as soluções de outplacement passaram a ser mais conhecidas, quando, em 1979, José Augusto Minarelli adaptou a solução ao mercado brasileiro, associando a sua experiência como Educador à experiência de seleção e treinamento de pessoas. Fundou, juntamente com sua esposa, a Lens & Minarelli Associados, uma consultoria especializada em recolocação e aconselhamento de carreira. Surgiram, então, as primeiras empresas nacionais prestadoras deste tipo de serviço e em meados da década de 90 começaram a chegar ao Brasil as primeiras empresas multinacionais do ramo, aumentando a diversidade de oferta e competitividade deste mercado. Hoje, este tipo de serviço conta com diversas empresas, nacionais e multinacionais, que oferecem serviços de todo tipo, tamanho e qualidade.

### Outsourcing
O ato de terceirizar um serviço não considerado central para o negócio, para que seja executado por uma entidade externa. Tal processo que permite a uma organização não se ater a recursos cujo desempenho não é crítico para a organização, para se empenhar em atividades que constituem fatores críticos de sucesso.

## Recrutamento e seleção
Tem por objetivo atrair e selecionar os profissionais mais adequados para o desempenho de uma determinada função. Os processos seletivos podem ser compostos por entrevistas, dinâmicas de grupo e testes psicológicos, entre outros, ou por conjugação de vários destes, dependendo da política ou prática da organização.
Uma seleção objetiva, isenta, criteriosa e ajustada, além de ser o espelho de uma organização, acaba contribuindo bastante para a performance de uma empresa.
Recrutamento é o conjunto de técnicas e procedimentos que visa atrair candidatos potencialmente qualificados e capazes de ocupar cargos dentro da organização. O recrutamento é feito a partir das necessidades presentes e futuras de Recursos Humanos da organização.
Seleção de pessoal é a escolha dos candidatos recrutados que melhor se ajustam no cargo em aberto. O objetivo básico da seleção de pessoal é escolher e classificar os candidatos adequados às necessidades da organização.
Processo de aplicação consiste na análise e descrição de cargos e avaliação de desempenho
Clima Organizacional: O clima organizacional afeta a motivação, o desempenho e a satisfação no trabalho. Ele cria certos tipos de expectativas cujas consequências se seguem em decorrência de diferentes ações. As pessoas esperam certas recompensas, satisfações e frustrações na base de suas percepções do clima organizacional. O clima organizacional é o conjunto de fatores que interferem na satisfação ou descontentamento no trabalho. É o conjunto de variáveis que busca identificar os aspectos que precisam ser melhorados, em busca da satisfação e bem-estar dos colaboradores.
Educação corporativa é a prática coordenada de gestão de pessoas e de gestão do conhecimento tendo como orientação a estratégia de longo prazo de uma organização.

## Modelos de gestão de pessoas de sucesso
Levando em consideração as mudanças que ocorrem no mercado de trabalho e nas relações empresa/funcionário, as organizações precisam ter estratégias claras, sustentadas por uma gestão participativa. Deve-se criar um laço estreito entre todos os níveis de relacionamento, tanto interno como externo, do quadro funcional até os clientes e fornecedores.
O principal modelo de gestão de pessoas atualmente é a gestão por competências.

## Gestão por competências
Competência, vem do latim competencia e significa competência na qualidade de quem é capaz de apreciar e resolver certos assuntos, fazer determinada tarefa, capacidade, aptidão e idoneidade entre outras habilidades.
A Gestão por competências visa instrumentalizar o departamento de recursos humanos e os gestores das empresas para realizar gestão e desenvolvimento de pessoas, com foco, critério e clareza. As ferramentas da gestão por competências são totalmente alinhadas às atribuições dos cargos e funções de cada organização.
Através do mapeamento e mensuração por competências são identificadas as competências comportamentais e técnicas necessárias para a execução das atividades de um cargo/função e mensurado o grau ideal para cada grupo de competências para que uma pessoa que assuma o cargo/função atinja os objetivos da empresa.
Através da seleção por competências será realizada a entrevista comportamental, visando a identificar se o candidato possui o perfil ideal para a vaga de emprego.
Através da avaliação por competências, será identificado se os perfis comportamental e técnico dos colaboradores de uma corporação estão alinhados ao perfil ideal exigido pelos cargos/funções.
Através do plano de desenvolvimento por competências será aperfeiçoado e potencializado o perfil individual de cada colaborador através de ações de desenvolvimento.

## Desenvolvimento de liderança
O objetivo primário da delegação é conseguir que o trabalho seja feito por outra pessoa. Não apenas tarefas simples como ler instruções e girar uma alavanca, mas também a tomada de decisões e mudanças que dependem de novas informações. Com delegação, seu pessoal tem a autoridade para reagir a situações sem ter que consultá-lo a todo instante.
A arte de saber delegar é cada vez mais uma necessidade dentro de uma organização, principalmente no que se refere à sua gestão.
Delegação é, fundamentalmente, confiar sua autoridade a outros. Isto significa que eles podem agir e tomar iniciativas independentes; e que eles assumem responsabilidade com você na realização das tarefas. Se algo dá errado, você também é responsável uma vez que você é o gerente; o truque é delegar de tal modo que coisas sejam feitas para não dar errado.
Para habilitar uma pessoa para fazer um determinado trabalho, você deve assegurar que:
- ela sabe o que você quer;
- ela tem a autoridade para fazer isso;
- ela sabe como fazer isso.

Esses três fatores dependem de:
- se comunicar claramente a natureza da tarefa;
- a extensão de sua descrição;
- as fontes de informações e conhecimento relevantes.

Abaixo temos um comparativo do antigo modelo de liderança e do modelo atual, mais próximo e mais participativo com as atividades de toda a sua equipe:
a) Líder do passado
- Ser um chefe
- Controlar as pessoas
- Centralizar a autoridade
- Estabelecer os objetivos
- Dirigir com regras e regulamentos
- Confrontar e combater
- Mudar por necessidade e crise
- Ter um enfoque "eu e meu departamento"

b) Líder do futuro
- Ser um coach e facilitador
- "Empowerment", fortalecimento dos colaboradores internos e da empresa, levando essa visão para os colaboradores externos (clientes)
- Distribuir a liderança "descentralizar"
- Conciliar visão e estratégia
- Guiar com valores compartilhados
- Colaborar e unificar
- Ter um enfoque mais amplo
- Ter um enfoque de "minha empresa"

## Papel estratégico do novo líder
Mercado de trabalho estável
a) As empresas:
- Fazem abordagem de linha de montagem a respeito da estratégia
- Maximizam controle interno e ordem
- Protegem-se contra a variação auditoria e disciplina
- Tem lutas de poder entre níveis e unidades

b) Papel do líder:
- Definir táticas e definir o orçamento
- Controlar o desempenho de indivíduos e atitudes
- Tomar ação corretiva quando a conduta está fora do esperado
- Tomar decisões consistentes com a estratégia geral da empresa

Mercado de trabalho em constante mudança
a) As empresas:
- Fazem abordagem de contingência a respeito da estratégia
- Maximizam velocidade, flexibilidade e inovação
- Protegem-se contra a obsolescência e ignorância
- Tem altos níveis de comunicação, colaboração e inovação entre níveis

b) Papel do líder:
- Interpretar a realidade emergente
- Focalizar os recursos existentes de uma forma eficiente
- Desenvolver e promover novas capacidades em resposta às mudanças
- Facilitar criação, captação e disseminação de conhecimento

Todas estas habilidades expressam a importância na valorização do capital humano, possibilitando não somente o desenvolvimento de suas potencialidades, mas também da superação dos seus limites.

## Gestão de talentos
Gestão de Talentos é um conjunto de processos que fornecem um benefício fundamental para qualquer organização: o desenvolvimento do potencial de cada um de seus colaboradores, ou seja, a gestão de talentos é um dos objetivos mais importantes estrategicamente para qualquer organização. É uma oportunidade de agregar valor para a organização e é essencial para todas as áreas, e de qualquer ângulo, da organização por ser uma estratégia importantíssima para gerar ou manter vantagem competitiva, sucesso, eficiência e consistência. A Gestão de Talentos ocorre durante todo o tempo em que o talento é colaborador da companhia, se inicia no momentos das contratações, com a atração desses talentos, continua durante todo o processo de desenvolvimento e por fim na retenção desses talentos diferenciados desenvolvidos dentro da organização.

### Relevância da gestão de talentos
As empresas descobriram que, além de se preocuparem com a concorrência e com as exigências do mercado, é essencial para se diferenciarem competitivamente num mercado globalizado e cada vez mais agressivo, uma política de atração, retenção e motivação de talentos. Estão se dando conta de que investir tempo e dinheiro para contratar, treinar e desenvolver um funcionário e depois deixá-lo ir para a concorrência não é uma estratégia nada inteligente.
A força de trabalho é a maior categoria de gasto para a maioria das organizações. O futuro da gestão está vinculado com soluções para fornecer funcionalidade de negócios centrada em uma plataforma unificada de Gestão de Talentos e de interação entre os diversos setores da empresa. Atualmente, o talento é o que conduz finalmente o sucesso do negócio e cria valor. As organizações dependem de soluções e serviços para avaliar, adquirir, desenvolver e alinhar talento com os objetivos de negócio, reduzindo significativamente os custos do processo, melhorando a qualidade de contratar, reduzindo riscos e alcançar níveis mais elevados de desempenho. A visão que rege as novas elaborações estratégicas de diferenciação é fundamentada no valor das habilidades e competências de seus colaboradores, individualmente e em equipe.
Há décadas que para as organizações as pessoas são seu patrimônio mais importante, que se preocupam em reter seus talentos. Na atual economia do conhecimento, a retenção de funcionários talentosos pelas empresas é essencial para a sobrevivência e crescimento em cenários de constantes e imprevisíveis mudanças. O antigo modelo de gestão de mão de obra tem dado lugar à gestão dos trabalhadores do conhecimento, adaptáveis e que respondam com soluções eficazes e ágeis, criando novos processos, produtos e sistemas, incrementando os ativos intangíveis da organização para qual atuam.

### O gestor de talentos
O papel do Gestor de Talentos é fazer com que os talentos em sua supervisão se desenvolvam, rendam frutos para o time, área e companhia. O papel do Gestor de talentos é identificar aptidões e desenvolver habilidades. O gestor de talentos precisa entender que as pessoas não são incompetentes e sim mal gerenciadas e/ou desempenhando funções inadequadas ao perfil individual.
Todas as pessoas são um talento se alocadas na função correta e treinadas da forma certa, porém, quando mal gerenciadas estão fadadas ao fracasso, não apenas individual mas de toda equipe. Um bom Gestor de Talentos é aquele que consegue extrair o melhor de cada um, que consegue identificar o perfil de cada funcionário para distribuir a tarefa certa para a pessoa certa. É função do Gestor de Talentos identificar as habilidades e saber aproveitá-las ao máximo além de identificar pontos a serem desenvolvidos e realmente desenvolvê-los.
Outro fator de extrema importância para o Gestor de talentos é a habilidade de delegar. Ao entender as capacidades, habilidades e limitações de cada um de seus talentos, ele pode delegar as tarefas adequadas para cada um deles, mas sempre fazendo um acompanhamento contínuo e periódico com cada um deles para traçar, definir e acompanhar as metas, prazos e objetivos.
Um Gestor de Talentos não dá aos liderados somente o que eles querem, mas o que precisam. Esse Gestor precisa saber utilizar bem a ferramenta Feedback. Ele deve sempre ser assertivo e mostrar com fatos e dados o que está certo ou errado, propor soluções, mostrar os impactos das ações positivas e negativas de cada um de seus talentos, tudo no momento certo, Timing exato. Nenhuma área funciona sem gestores adequados, independente da área, todo gestor deve ser um Gestor de Talentos. Um time, departamento ou área não pode ser dependente de seu gestor, deve funcionar normalmente mesmo na ausência dele. O bom Gestor de talentos trabalha e prepara toda a sua equipe para fazer com que sua presença e atuação seja cada vez mais desnecessária, principalmente para os trabalhos cotidianos.
Além da atração e da retenção, é necessário capacitar, atualizar e desenvolver talentos. É imprescindível a adoção de políticas de gestão de RH atraentes que vão além da remuneração diferenciada baseada no desempenho do trabalhador, incluem também benefícios como: participação nos lucros, cursos, auxílios sociais (farmácia, creche ou estudo para os filhos, etc), gestão da qualidade de vida no trabalho, estabilidade e segurança no emprego, planejamento de carreira, ambiente de trabalho saudável, com vistas a satisfazer as necessidades, objetivos e expectativas dos profissionais.
Não é fácil ser um Gestor de Talentos, segundo o gestor Thaborda Guedes diz que mas quem exerce essa função, deve sempre traçar o que fazer, e ir inserindo praticas e atitudes adequadas, de forma gradativa, até que o conceito se torne comportamento, entendendo e respeitando as limitações, capacidades e habilidades de cada membro d sua equipe em sua individualidade, e repartir as tarefas de forma sábia e condizente com essas individualidades.
Neste novo modelo, o RH passa a ser o facilitador estratégico dos processos de Gestão de Talentos que capacitam gestores e trabalhadores, criando valor aos negócios. Mas os principais responsáveis pela Gestão dos Talentos da companhia, são os líderes diretos de cada uma das equipes.
De maneira geral, em todos os níveis, as empresas tem muito pouco em termos de quantidade e qualidade de seus líderes. Não temos crise de talentos, as organizações poderiam preencher com seus líderes internos esse vácuo de liderança e desenvolver seus verdadeiros e potenciais líderes. Mas, a despeito de todos os recursos, treinamento e desenvolvimento, eles não sabem como fazê-lo. É preciso comprometimento com o novo olhar e consciência de que o primeiro a mudar e se adaptar para diretrizes inovadoras é aquele que busca desenvolver talentos.
Não é raro o gestor voltado para gestão de talentos querer em pensamento o novo, mas age e busca o que já está enraizado em seus modelos mentais, isto é, treinamentos ou programas de desenvolvimento que seguem um raciocínio apropriado ao passado e que não desafia novos comportamentos. Percebemos com mais clareza no exterior. Principalmente nos Estados Unidos, esse líder é mais comprometido com tomadas de decisão, ousado e pleno de coragem para argumentar o novo. Devido a globalização, as empresas estrangeiras desafiam o líder brasileiro a investir nesse caminho.
É preciso ter coragem para refletir, questionar as atitudes e comportamentos e entender a causa dos desafios que vivemos nas organizações em relação a talentos. Buscar soluções operacionais é solucionar um efeito pelo outro. Para ousar refletir é preciso dar importância ao planejamento e aprendizagem organizacional. É a união do desenvolvimento de líderes com ênfase na aprendizagem que leva fundamentalmente à solução de desafios de forma inovadora.

### Fatores potenciadores da Retenção de Talentos no setor das TI
As empresas do setor das Tecnologias de Informação enfrentam um desafio sem paralelo que poderá condicionar o seu desenvolvimento e mesmo a sua sustentabilidade. Estudos efetuados em 2016 indicavam que a nível comunitário o setor precisaria de mais 913.000 especialistas em TI até 2020. Esta escassez de recursos está a colocar uma elevada pressão no mercado de trabalho.
A primeira e principal implicação desta pressão já se sente - é cada vez mais difícil arranjar bons recursos e é notória a inflação dos salários. Outra consequência, e não menos importante, é a cada vez maior dificuldade de as empresas reterem os seus Talentos, em virtude da forte procura de recursos qualificados nesta área, tanto por parte de empresas nacionais como de empresas estrangeiras, já que este é um problema que afeta transversalmente todos os países da Europa.
O estudo que nos propomos efetuar procurará ajudar as organizações a contornar essa pressão, ajudando-as a perceber quais as medidas mais valorizadas pelos colaboradores do setor das TI de forma a definirem medidas que proporcionem aos seus colaboradores condições atrativas que os façam querer permanecer na empresa e contribuir para o seu crescimento.
A definição de uma correta política de remuneração e benefícios é um dos fatores que podem ajudar a manter os Talentos nas empresas. Esta política pode incorporar fatores financeiros e não financeiros. O objetivo deste estudo é responder à seguinte questão:
“Os fatores não financeiros são mais importantes que os financeiros na retenção de Talentos?”
Para isso pretendemos realizar um inquérito a profissionais do setor das TI de forma a obtermos informação que nos permita perceber quais os benefícios mais valorizados pelos colaboradores e até que ponto a sua existência contribui para a manutenção ou saída de uma empresa.
Pretendemos também perceber de que forma outros fatores, como o clima e cultura organizacional influenciam a permanência na organização o que nos possibilitará estudar várias hipóteses secundárias de forma a obtermos uma resposta mais contundente para a questão principal.
Iremos também socorrer-nos de contribuições práticas de outros estudos já realizados que nos proporcionem uma base de partida para a elaboração do inquérito e para a definição das hipóteses a serem testadas e que tentarão aferir se existe alguma correlação entre a autorrealização e a longevidade na empresa, se as condições físicas influenciam a permanência na empresa, se a estabilidade do vinculo de trabalho e as oportunidades de progressão na carreira contribuem para a retenção dos colaboradores, se os princípios e políticas da empresa bem como a avaliação de desempenho potenciam a permanência dos colaboradores.
Por último pretende-se aferir até que ponto a visibilidade da empresa na sociedade influência a longevidade dos colaboradores.
Os estudos existentes dizem-nos que todos estes fatores influenciam a retenção dos talentos nas empresas.  Pretendemos verificar se existem fatores com mais peso que outros ou se existe uma correlação direta entre alguns fatores que potenciem a longevidade.
Esperamos, com este estudo, proporcionar conhecimento sobre a forma como as empresas, especialmente as de menor dimensão, que não têm capacidade de ter um departamento de recursos humanos autônomo, deverão desenhar a sua Política de Recursos Humanos de forma a manter os seus talentos focados, criativos e motivados, em suma, fazendo as pessoas desejarem manter-se na empresa.

## Rotinas de administração de recursos humanos no Brasil
A área de recursos humanos é responsável pela administração de pessoal, sendo responsável por grande parte das atividades operacionais
de gestão de pessoas, e é responsável por todo o histórico do funcionário dentro da organização.
A administração de pessoal cuida dos documentos dos funcionários: documentos de admissão,
documentos demissionais, férias, etc, e tem como responsabilidades também fazer os cálculos trabalhistas,
manter atualizado as informações no Sistema de Escrituração Fiscal Digital das Obrigações Fiscais Previdenciárias e Trabalhistas (e-Social), fazer o pagamento das obrigações legais, acompanhar processos trabalhistas,
fazer o pagamento de salários etc, obedecendo a legislação em vigor da Consolidação das Leis Trabalhistas (CLT).

A correta gestão da área pode causar alto impacto em outras áreas da organização e trazer vantagens competitivas, sendo tão importante quanto a área de desenvolvimento organizacional estratégico. Enfim, são diversas as responsabilidades na área de administração de pessoal. Otimizar cada responsabilidade com eficiência, transforma processos minuciosos em processos eficientes, ágeis e mais estratégicos.

### Admissão de pessoal
A área de recrutamento e seleção do Departamento Pessoal da empresa escolhe o candidato cujo Curriculo Vitae e experiência profissional melhor se encaixa para assumir determinada vaga de trabalho na empresa, e o encaminha para entrevista com o chefe do setor que solicitou, o candidato uma vez aprovado na entrevista, recebe autorização que dê seguimento ao processo de contratação.
É solicitado ao candidato a entrega de todos os documentos necessários para que se faça o cadastro do novo funcionário: carteira de identidade, CPF, carteira de trabalho (CTPS), fotografia, comprovante de endereço e telefone residencial, etc.
A parte de cadastramento é um item importante, pois informações que serão utilizadas durante toda a jornada do indivíduo dentro da empresa estarão ali registradas: dados pessoais, documentos, dependentes no Imposto de Renda, benefícios corporativos, salário, turno de trabalho, cargo, entre outros. Essas informações são cadastradas dentro de um sistema de Folha de Pagamento.
Feito o cadastro, é imprimido o contrato de trabalho contendo todos os dados informados nos documentos e que deve ser assinado pelo recém-contratado, e depois assinar no livro a ficha de registro do empregado. Depois, é preciso registrar a carteira de trabalho (CTPS) para que tudo esteja conforme a legislação em vigor da Consolidação das Leis Trabalhistas (CLT).
A contratação se torna mais fácil quando um bom sistema é utilizado, de maneira que possa contribuir na otimização dos processos. Quanto mais automatizado, menores os riscos de erro em informações, erro em cálculos e mais ágil fica a rotina de cálculos trabalhistas.

### Onboarding
Esse termo não possui tradução literal para o português. Mas trata-se do processo de integração do novo colaborador ao seu ambiente de trabalho.
Além disso, o onboarding é parte fundamental também para contribuir com o Employee Experience. Tendo em vista que é nesse momento que o colaborador começa a criar seus primeiros laços com sua função e com o restante da equipe.

### Atualização cadastral
Os dados cadastrados na contratação do funcionário não devem se tornar obsoletos, sendo recomendável sempre realizar uma atualização cadastral todos os anos com o intuito de manter os registros sempre corretos e atualizados, dentro do sistema de Folha de Pagamento.
Manter sempre as informações cadastrais confiáveis contribuem para a emissão de relatórios e a geração de indicadores, otimizando a gestão de recursos humanos.

### Gerenciamento de arquivo
O prontuário funcional é um item de grande importância nas organizações. Cada funcionário gera, em média, 50 tipos diferentes de documentos durante sua jornada  na organização, e esses documentos devem estar muito bem organizados, pois podem inclusive fazer parte de uma auditoria.
Então dependendo do porte da empresa, fica inviável gerenciar arquivos manuais. A perda de tempo é grande e, com o passar dos anos, os  documentos físicos vão amarelando, rasgando e ficando com aspecto antigo. A melhor solução para a otimização esse processo de prontuário
funcional da área de administração de pessoal é aderir ao relógio de prontuário eletrônico em rede.
Com todos os documentos digitalizados, esse sistema pode auxiliar no gerenciamento e controle, permitindo, inclusive, avisar quando o funcionário faltar ao trabalho, por exemplo, ou solicitar um atestado de saúde ocupacional de exame periódico. Nestes casos, você consegue ir atrás do documento antes de uma auditoria.
Por legislação em vigor no Brasil, os documentos físicos devem ser mantidos guardados pela empresa por até 20 anos, e esses documentos se forem manuseados poucas vezes e ficarão mais conservados.

### Cálculos trabalhistas
- Proventos: Tipos de salários, adicionais, pagamento dos salários, 13º salário, férias.
- Descontos legais: INSS, IRRF, contribuição sindical, optativos, faltas, prejuízos causados por dolo ou culpa.
- Benefícios convencionais legais: FGTS, salário maternidade, salário família.
- Encargos sociais: INSS, IRRF, FGTS.
- Relatórios anuais: relatório financeiro completo com todas as despesas com folha de pagamento para arquivo na empresa durante 20 anos.
- Rescisão de contrato de trabalho: cálculo das verbas legais de rescisão do contrato de trabalho.
- Previdência social: cálculo do salário maternidade, cálculo do salário família, cálculo do auxílio doença, etc

### Previdência social
A área de administração de pessoal é responsável por acompanhar as rotinas de Previdência Social: salário maternidade, salário família, auxílio doença, acidente do trabalho, pensão por morte, aposentadoria e tipos de aposentadorias, reabilitação profissional, etc, dos funcionários da empresa.

### Acompanhamento de férias e contratos
A área de administração de pessoal é responsável por acompanhar os prazos legais a serem cumpridos e ajudar os gestores de cada área a gerenciar (em alguns aspectos, claro) as suas equipes.
A área de administração de pessoal tem também a função de acompanhar o vencimento do período de experiência, para verificar a efetivação ou não dos funcionários recém-contratados. Deve acompanhar e sinalizar os gestores de outras áreas a respeito do vencimento de contratos de estagiários, funcionários temporários e aqueles com contrato por tempo determinado quando for o caso, fazer o controle e acompanhamento dos períodos de férias dos funcionários, que devem seguir os prazos legais, como não vencer o segundo período de férias, e a assinatura do aviso de férias deve ter pelo menos 30 dias de antecedência do início das férias, dentre outras situações.  Muitos desses controles servem como um lembrete aos gestores, e as decisões são tomadas em conjunto, como, por exemplo, sobre efetivar ou não um recém-contratado.
Assim, a área de administração de pessoal acaba sendo também um parceiro estratégico do negócio, o que com certeza gera muitas vantagens para a empresa.

### Folha de pagamento
A folha de pagamento é um documento com informações sobre a remuneração dos colaboradores de uma organização. Dependendo da estrutura organizacional da empresa, o pagamento dos funcionários também é atribuição da área de administração de pessoal. A folha de pagamento também cumpre um papel fiscal, contábil e operacional.
O cuidado com essa atividade deve ser redobrado, porque é o custo mais alto com pessoas dentro de uma organização.
Antigamente a Folha de Pagamento de funcionários era fechada mensalmente com cálculos trabalhistas feitos manualmente. Atualmente existem diversos sistemas de folha de pagamento muito eficientes, e o investimento sempre vale a pena quando o retorno é a otimização de processos e redução de erros em cálculos trabalhistas. O valor que deverá constar na folha de pagamento será sempre o salário base acrescido das variáveis de remuneração, incluindo os descontos que forem previstos.
Se faz necessário entender a diferença entre Remuneração e Salário quando nos referimos a folha de pagamento. Remuneração é a soma paga pelo empregador direta ou indiretamente referente a horas extras, adicionais, insalubridades, gratificações, comissões e etc.além do salário referentes a contraprestação do serviço. Salário é o pagamento feito pelo trabalhador pelos serviços e tempo prestado a um empregador.
Ainda falando sobre o pagamento em si, segundo a lei, pode ser feito até o 5º dia útil do mês subsequente ao vencido, se o pagamento for mensal, ou até o 5º dia útil quando o pagamento for semanal ou quinzenal.

### Demissão e desligamento
Depois de uma jornada dentro da organização, chega o momento do desligamento de um funcionário na empresa. Dentre tantas responsabilidades da administração de pessoal, essa é uma das mais delicadas. Uma equipe preparada para gerenciar as rescissões de contratos de trabalho de ex-funcionários junto aos gestores é uma equipe que gera sucesso para a organização, e evita conflitos com ex-funcionários no futuro.
Os desligamentos fazem parte de qualquer rotina organizacional e a equipe de administração de pessoal deve ter uma visão analítica. O gestor deve fazer o papel de comunicar, e a administração de pessoal deve calcular, fazer provisão dos custos, homologar, atentar para cada detalhe a fim de que aquela demissão não retorne como um processo trabalhista. Finalmente, é sempre indicada uma entrevista de desligamento para que o funcionário dê visibilidade ao Recursos Humanos do que é possível melhorar na empresa, auxiliando também na gestão dos talentos que ficam.